# Первый блин — комом
«Первый блин — комом» — русская пословица, обозначающая неудачное начало в каком-либо деле как вполне объяснимое и закономерное явление. Выражение произошло из практики выпекания блинов, когда при попытке перевернуть первый блин (или снять со сковороды, если блины пекутся в русской печи) он часто рвётся и сминается по причине недостаточной густоты теста или промасленности и нагрева посуды (плохо отделяется от неё).
Фразеологизм известен с XVIII века.
В книге В. И. Даля «Пословицы русского народа» пословица записана как «Первый блинъ, да комомъ».

## В мифотворчестве
В 2010-х годах в рунете распространился миф о том что, будто бы правильно говорить «первый блин комам», а также о том, что «ко́мы» — это якобы старинное название медведей на Руси, которым несли первые масленичные блины, дабы задобрить и продемонстрировать своё почтение. Тем не менее, в русском языке слово ком имеет только одно значение: «комок, клубок, сгусток».